# Rhagophthalmus
Rhagophthalmus är ett släkte av skalbaggar. Rhagophthalmus ingår i familjen Rhagophthalmidae.

## Dottertaxa tillRhagophthalmus, i alfabetisk ordning[1]
- Rhagophthalmus angulatus
- Rhagophthalmus brevipennis
- Rhagophthalmus burmensis
- Rhagophthalmus confusus
- Rhagophthalmus elongatus
- Rhagophthalmus filiformis
- Rhagophthalmus flavus
- Rhagophthalmus formosanus
- Rhagophthalmus fugongensis
- Rhagophthalmus gibbosulus
- Rhagophthalmus giganteus
- Rhagophthalmus ingens
- Rhagophthalmus jenniferae
- Rhagophthalmus kiangsuensis
- Rhagophthalmus laosensis
- Rhagophthalmus longipennis
- Rhagophthalmus lufengensis
- Rhagophthalmus minutus
- Rhagophthalmus motschulskyi
- Rhagophthalmus neoobscurus
- Rhagophthalmus notaticollis
- Rhagophthalmus obscurus
- Rhagophthalmus ohbai
- Rhagophthalmus sausai
- Rhagophthalmus scutellatus
- Rhagophthalmus semisulcatus
- Rhagophthalmus semiusta
- Rhagophthalmus sulcatus
- Rhagophthalmus sulcicollis
- Rhagophthalmus sumatrensis
- Rhagophthalmus tienmushanensis
- Rhagophthalmus tonkineus
- Rhagophthalmus xanthogonus